# Кислотна ванна
Кислотна ванна (рос. кислотная ванна; англ. acid bath; нім. Säurewanne f) — технологія оброблення стовбура свердловини в інтервалі продуктивного пласта солянокислотним розчином без нагнітання його в пласт.

## Загальний опис
Кислотні ванни призначені для очищення поверхні відкритого вибою і стінок свердловини від цементної та глинистої кірок, смолистих речовин, продуктів корозії, кальцієвих відкладів з пластових вод, а також для очищення фільтру у свердловині зі спущеним перфорованим хвостовиком в інтервалі продуктивного об'єкта, вивільнення прихопленого корком підземного обладнання, очищення вибою і фільтрової частини після ремонтних робіт.
Об'єм робочого розчину, при кислотній ванні, становить не більше об’єму стовбура (колони) у заданому інтервалі. Його закачують до вибою, не продавлюючи в пласт. Розчин кислоти витримують в інтервалі обробки 16 - 24 год. Потім кислоту, що відреагувала, разом з продуктами реакції видаляють із свердловини зворотним промиванням. Як промивну рідину використовують воду.
Кислотна ванна може проводитися без тиску і під тиском. Без тиску кислотна ванна проводиться наступним чином: свердловина ретельно промивається водою, водним розчином ПАР, конденсатом тощо, потім кислотний розчин закачується в інтервал розкриття свердловини. Після реакції свердловина знову промивається. Якщо кислотна ванна проводиться в заповненій газом свердловині, то необхідний об'єм розчину закачується в насосно-компресорні труби, а потім гирло свердловини з'єднують із затрубним простором. Після закінчення робіт свердловина продувається на факел.

## Кислотна ванна під тиском
Кислотна ванна під тиском проводиться в свердловинах, заповнених рідиною. У цьому випадку технологія аналогічна технології кислотної обробки.
Кислотна обробка під тиском застосовують з метою продавлювання кислоти в малопрониклі інтервали продуктивного пласта. Продавлювання кислоти проводять із застосуванням пакера.
При відкритій засувці затрубного простору свердловини та непосадженому пакері у свердловину закачують кислотний склад в об'ємі труб і підпакерного простору, після чого затрубний простір герметизують пакером і закачують кислоту в об’ємі спущених труб з максимальним підвищенням темпу закачування. Слідом за кислотою, не знижуючи тиску, прокачують розрахунковий об’єм продавочної рідини і закривають засувку. Свердловину залишають в спокої до повного спаду або стабілізації тиску.